# Kōstas Kaïafas
Kōnstantinos Kaïafas, detto anche Kōstas (in greco: Κωνσταντίνος Καϊάφας; Nicosia, 22 settembre 1974), è un allenatore di calcio ed ex calciatore cipriota, di ruolo centrocampista.

## Carriera

### Club
Figlio dell'ex calciatore Sōtīrīs Kaïafas, è stato – come il padre – un giocatore dell'Omonia, di cui è stato capitano e il secondo giocatore di sempre per numero di presenze.

## Palmarès

### Giocatore

#### Competizioni nazionali
- Campionato cipriota: 3

Omonia: 1992-1993, 2000-2001, 2002-2003
- Coppa di Cipro: 3

Omonia: 1993-1994, 1999-2000, 2004-2005
- Supercoppa di Cipro: 4

Omonia: 1994, 2001, 2003, 2005
- B' Katīgoria: 1

Alkī Larnaca: 2009-2010